# Wijnand Duyvendak
Anton Johan Wijnand Duyvendak (Markelo, 30 november 1957) is een Nederlands oud-politicus. Van 23 mei 2002 tot 3 september 2008 zat hij namens GroenLinks in de Tweede Kamer der Staten-Generaal. Daarvoor was hij onder meer directeur van de Vereniging Milieudefensie. Op 14 augustus 2008 trad Duyvendak af als Kamerlid, nadat mededelingen over bedreigingen en brandstichting in zijn tijd als milieuactivist zijn positie in de Tweede Kamer onhoudbaar hadden gemaakt.

## Levensloop
Duyvendak groeide op als zoon van een docent filosofie (en eerder dominee) in Zeist. Hij was de oudste van de kinderen. Na zijn middelbareschooltijd op het Montessori Lyceum Herman Jordan, studeerde hij tussen 1976 en 1980 sociologie aan de Universiteit van Amsterdam.

### Activisme
Hij maakte zijn studie niet af en beëindigde die na zijn kandidaatsexamen. Hij sloot zich aan bij de kraakbeweging en de antimilitaristische actiegroep Onkruit. In oktober 1984 werd Wijnand Duyvendak aangehouden bij een inbraak in het militaire MIBO-complex in Dubbeldam. De rechtbank in Dordrecht veroordeelde hem tot 6 weken gevangenisstraf, waardoor hij een strafblad kreeg. Ook Henneke Hagen werd veroordeeld.
In 1996 beweerde de De Telegraaf dat Duyvendaks naam zou voorkomen op een lijst van veertig personen, die door de CRI in oktober 1985 verdacht werden van betrokkenheid bij RaRa. De Binnenlandse Veiligheidsdienst (BVD) beschouwde de RaRa als een vorm van "politiek gewelddadig activisme". RaRa was verantwoordelijk voor aanslagen op vestigingen van de Makro en het huis van politicus Aad Kosto. Duyvendak en andere betrokkenen hebben zijn betrokkenheid bij de RaRa ontkend.
Het geschiedenisprogramma Andere Tijden besteedde op 25 november 2010 een uitzending aan RaRa. Hierin verklaren een politierechercheur, een teamleider van het Landelijk Coördinatieteam (LTC) en RaRa-activist René Roemersma dat Duyvendak nooit betrokken is geweest bij RaRa. LTC-rechercheur van Schovend in de uitzending: 'Duyvendak was in het begin medeverdachte. Maar na twee maanden wisten we dat hij er niets mee te maken had'. Duyvendak heeft zelf verklaard zich altijd tegen RaRa verzet te hebben.
Duyvendak schreef later over zijn actieverleden:
"Er had zich destijds een hardheid ontwikkeld, waarvan we toen dachten: alles bestaat naast elkaar. Zij deden het met geweld, en wij deden het anders, en laat de beste winnen. Nu zie ik veel scherper hoe ontzettend belangrijk het is om geweldloos te zijn, maar dat het ook van groot belang is daarover heel uitgesproken positie te kiezen tegenover mensen die daar anders over denken. Als je in zo'n sfeer van geweld en confrontatie zit kan er een tunnelvisie ontstaan die levensgevaarlijk is".
Na zijn bekentenis in 2008 over een in 1985 gepleegde inbraak in het Ministerie van Economische Zaken staken nieuwe beschuldigingen over Duyvendaks betrokkenheid bij de RaRa de kop op. De politie heeft destijds een inval gedaan in het toenmalige grote kraakpand van Duyvendak op zoek naar RaRa-betrokkenen; ze zochten volgens Duyvendak niet naar hem maar naar een huisgenoot, die daarna korte tijd heeft vastgezeten.
Van 1984 tot 1987 was hij redacteur van het weekblad Bluf!. Vervolgens was hij als medewerker betrokken bij het Comité 'Shell uit Zuid-Afrika' (tussen 1987 en 1990), en daarna als redacteur bij uitgeverij Ravijn (tussen 1990 en 1993). In 1992 is hij campagneleider van het Platform Binnenstad Autovrij in Amsterdam.
In 1993 trad Duyvendak in dienst van Milieudefensie. Hij was onder meer campagneleider van de campagnes tegen de uitbreiding van Schiphol (1993-1999) en van de campagne “Trek de Groene Grens” (1998-2000). Tijdens de campagnes tegen Schiphol was hij voorstander van 'burgerlijke ongehoorzaamheid'.
Duyvendak was onder meer de initiator van Het Bulderbos: twee stukken grond die Milieudefensie kocht op de locatie waar Schiphol de nieuwe vijfde baan wilde aanleggen. Op 12 mei 1995 demonstreerden meer dan 10.000 mensen op de luchthaven tegen de groeiplannen, op initiatief van Milieudefensie. Een andere actie die Milieudefensie tegen Schiphol wilde houden was het oplaten van ballonnen met zilverpapier, zodat de radar werd verstoord en vliegtuigen dus niet konden opstijgen en daarom het vliegverkeer stilgelegd moest worden (antiradarsneeuw). Voor de actie werd een vergunning aangevraagd bij de gemeente Haarlemmermeer, maar die werd geweigerd. Toen zijn de ballonnen opgelaten in de vertrekhal van Schiphol.
In 1999 kwam het op initiatief van Milieudefensie tot het TOPS, een groen 'polderoverleg' over de toekomst van luchthaven, waar de milieuorganisaties in gesprek gingen met de luchtvaartsector. De gesprekken hadden geen resultaat. Duyvendak nam in deze periode ook deel aan verschillende commissies van de SER.
In 1999 was hij directeur geworden van de vereniging, een functie die hij vervulde tot 2002.

## Kamerlidmaatschap
Bij de verkiezingen van 2002 werd Duyvendak verkozen in de Tweede Kamer voor GroenLinks. Hij hield zich daar bezig met bestuurlijke vernieuwing, milieu en Verkeer en Waterstaat.
In maart 2004 stelde Duyvendak een nota op over de macht van (leden van) politieke adviescommissies, en bood deze aan aan de Tweede Kamer. In het verlengde hiervan publiceerde hij in november 2005, samen met mede-redacteuren het boek Schaduwmacht in de schijnwerpers. Hij constateerde hierin, dat adviescommissies vaak onder leiding van gezaghebbende oud-politici staan. Ministers zouden via een dergelijk Old boys network mogelijk adviezen naar hun hand kunnen zetten. D66-minister Alexander Pechtold (Bestuurlijke Vernieuwing en Koninkrijksrelaties) deed in dit verband in 2005 het voorstel, dat ministers in de toekomst niet meer op eigen houtje een adviescommissie kunnen instellen.
Duyvendak diende ook een aantal initiatiefwetsvoorstellen in op het gebied van bestuurlijke vernieuwing. Onder andere kwam hij in 2004, samen met Niesco Dubbelboer (PvdA), met een voorstel om de tijdelijkheid van de Tijdelijke Referendumwet ongedaan te maken. Dit voorstel werd in oktober 2004 verworpen. In 2005 deed hij, weer samen met Dubbelboer en nu ook met Boris van der Ham (D66), voorstellen om zowel een correctief, als een raadgevend referendum mogelijk te maken.
Ook op het gebied van het milieu, verkeer en klimaat heeft Duyvendak een aantal initiatiefwetsvoorstellen gedaan. Onder andere in 2004, om een belasting in te voeren ter regulering van het verkeer (Tolwet). Verder kwam hij in 2008 met een wetsvoorstel, met als doel het beperken van emissies van broeikasgassen door kolengestookte energiecentrales.
Hij nam ook deel aan de Verenigde Naties-klimaatconferenties in Montréal (2005), Nairobi (2006) en Bali (2007).
Zijn visie op milieu-, verkeer- en klimaatbeleid ontvouwde hij in 2006, samen met Femke Halsema, in het boekje "EKOnomie – inspiratie voor groene innovatie", dat zich met name richt op het stimuleren van innovatie en technologische vernieuwing, met als doel het beperken van vervuiling en CO2-uitstoot.
Tot 14 augustus 2008 was Duyvendak binnen de GroenLinks-fractie verantwoordelijk voor milieu- en klimaatbeleid, energiebeleid, ruimtelijke ordening, bestuurlijke vernieuwing en verkeer en waterstaat. Hij had zitting in de commissies Binnenlandse Zaken en Koninkrijksrelaties en Verkeer en Waterstaat. Daarnaast is hij sinds 2005 voorzitter permanent campagneteam GroenLinks en als zodanig lid van het strategisch beraad van die partij.

### In opspraak en aftreden
In augustus 2008 raakte Duyvendak in opspraak door de aankondiging van zijn boek Klimaatactivist in de politiek. In het boek en de aankondiging maakte Duyvendak bekend in 1985 betrokken te zijn geweest bij een inbraak in het Ministerie van Economische Zaken, waarbij plannen voor nieuwe kerncentrales werden gevonden en vervolgens gepubliceerd (zie De Wraak van Jhr. Mr. de Brauw). Tot dan toe had Duyvendak betrokkenheid bij de inbraak ontkend. In de krant Het Parool zei hij er in 1996 over: "Ik was niet bij die inbraak, tot op de dag van vandaag weet ik niet wie er bij betrokken waren. Sterker nog, onlangs is er iemand op dit onderwerp gepromoveerd en zelfs die man kon de namen niet achterhalen". De verantwoordelijk minister Gijs van Aardenne kwam destijds als gevolg van deze publicaties in politieke problemen, doordat deze plannen tot dan toe ontkend waren. CDA-fractievoorzitter Bert de Vries stelde, dat het heel moeilijk werd om Van Aardenne te blijven steunen. Van Aardenne kon zijn positie echter behouden, doordat toenmalig VVD-fractievoorzitter Ed Nijpels met een kabinetscrisis dreigde.
"Ik vond dit soort acties altijd legitiem", vertelde Duyvendak het opinieweekblad Elsevier nog enkele dagen voor zijn aftreden.
Zijn fractievoorzitter Femke Halsema sprak van een 'politieke fout', omdat hij in de aankondiging van zijn boek deze actie als een succes bestempelde, zonder tevens te vermelden, dat hij tot het inzicht gekomen is, dat dit soort acties contraproductief werken; een wijziging in zijn denken, die wel in het boek zelf tot uitdrukking zou komen en die Duyvendak als gevolg van de commotie ook in interviews nadrukkelijk naar voren bracht. Diverse politici reageerden verbaasd op de bekendmaking, de SGP, VVD, PVV, maar ook de coalitiepartijen CDA, PvdA en ChristenUnie noemden zijn opstelling ongepast, de reacties varieerden van de stelling dat Duyvendaks geloofwaardigheid ernstig was aangetast tot de oproep om uit de Kamer te stappen.
Op 13 augustus publiceerde NRC Handelsblad een open brief van George Verberg, voormalig directeur-generaal van het ministerie van Economische Zaken en belast met het onderwerp kernenergie. De topambtenaar beschuldigde Duyvendak in de brief van het (aanzetten tot) terroriseren van zijn gezin in het midden van de jaren tachtig. Hij zou brandende lappen door de brievenbus en nachtelijke telefonische bedreigingen hebben gekregen. Als redacteur van Bluf! was Duyvendak in 1985 verantwoordelijk voor de publicatie van de adressen en vakantiedata van zes hoge ambtenaren, waaronder Verberg. Bluf! riep lezers onder de kop 'Inbreken kan iedereen' op, om deze "onruststokers" op te zoeken. Duyvendak heeft altijd verklaard niet op de hoogte te zijn geweest van de poging tot brandstichting bij Verberg en deze ook ten stelligste af te keuren.
Na bovengenoemde onthulling in het NRC Handelsblad werd Duyvendaks positie onhoudbaar. Op 14 augustus besloot hij zijn functie in de Tweede Kamer op te geven. Hij nam op 2 september afscheid van de Kamer; de vrijgekomen zetel werd daarbij ingenomen door Jolande Sap.
Op 20 augustus presenteerde hij het boek Klimaatactivist in de politiek in de Openbare Bibliotheek van Amsterdam. Duyvendaks toespraak werd onderbroken, doordat er vanaf een balkon aan zijn actieverleden gerelateerde leuzen werden geroepen, en hij een taart in zijn gezicht geworpen kreeg. Verder werden er pamfletten in de zaal neergelaten, waarop de naam van de rechts-nationalistische actiegroep Voorpost stond. Na een korte pauze hervatte Duyvendak zijn toespraak. Van de belaging deed hij aangifte. In verband met het taart-incident werden drie verdachten aangehouden op verdenking van openlijke geweldpleging, onder wie Paul Peters, die zich in de pers opwierp als woordvoerder van Voorpost.

## Publicist, klimaatactivist en campagneleider
Na zijn vertrek uit de Tweede Kamer werd Duyvendak zelfstandig klimaatactivist en publicist. Hij organiseerde onder meer 'Beat the Heat Now', een groot festival in de Jaarbeurs in Utrecht, in aanloop naar de VN-klimaattop in Kopenhagen 2009. Van het festival vertrok een speciale 'Klimaatexpress' naar Kopenhagen. Op de klimaattop was Duyvendak actief als tv-verslaggever voor de VPRO. Op 25 november 2011 presenteerde hij het boek 'Het groene optimisme' dat gaat over de lessen die de politiek en het bedrijfsleven kunnen trekken uit de aanpak van de klimaatverandering in de afgelopen 25 jaar. Vanaf februari 2010 is Duyvendak directeur van 10:10 The Energy Challenge. Een mondiaal klimaatinitiatief dat mensen en organisaties ondersteunt bij energiebesparing. Duyvendak begon in het voorjaar van 2012 samen met Veronique Swinkels 'Triple Turnaround', een project- en adviesbureau voor maatschappelijke initiatieven. Bij het Wetenschappelijk Bureau van GroenLinks publiceerde Wijnand Duyvendak in december 2012 'Wie we zijn en wat we willen - een politieke plaatsbepaling voor GroenLinks'.
Sinds 2013 is Duyvendak campagneleider bij GroenLinks. Hij volgde in die functie Jesse Klaver op. Bij de Tweede Kamerverkiezingen 2017 had de partij onder zijn leiding en met Klaver als lijsttrekker een succesvolle campagne en behaalde GroenLinks 14 zetels, een partijrecord.

## Persoonlijk
De naam wordt soms als Duyvendak en soms als Duijvendak gespeld. De socioloog Jan Willem Duyvendak is de jongere broer van Wijnand Duyvendak.